# Crassula saginoides
Crassula saginoides ist eine Pflanzenart der Gattung Dickblatt (Crassula) in der Familie der Dickblattgewächse (Crassulaceae).

## Beschreibung
Crassula saginoides ist eine aufrechte bis mit aufgerichteten Enden kriechende, krautige Pflanze, die bis zu 13,5 Zentimeter lang wird. Ihre elliptisch verkehrt lanzettlichen Laubblätter sind 2 bis 5 Millimeter lang und zugespitzt.
Je Knoten wird ein vierzählige Blüte ausgebildet. Der zur Fruchtzeit verlängerte Blütenstiel ist 2 bis 19 Millimeter (selten ab 0,5 Millimeter) lang. Die dreieckigen bis stumpfen Kronblätter sind 0,9 bis 1,3 Millimeter lang und 0,4 bis 0,9 Millimeter breit. Auf ihnen sind manchmal schwarze drüsige Punkte vorhanden. Ihre 1,3 bis 1,9 Millimeter langen und 0,5 bis 0,7 Millimeter breiten Kelchblätter sind länglich bis eiförmig. Sie sind länger als die Kronblätter. Die fadenförmig-spateligen Nektarschüppchen sind 0,9 Millimeter lang. Je Fruchtblatt werden acht bis zehn (selten 6 bis 17) Samen ausgebildet. Die länglichen elliptischen Samen sind rötlich braun und längsgestreift. Sie sind etwa 0,39 bis 0,42 Millimeter lang und 0,14 bis 0,2 Millimeter breit.

## Systematik und Verbreitung
Crassula saginoides ist in Nordamerika von Alaska bis Mexiko, auf Hispaniola und in Mittelasien in Höhen von bis zu 3000 Metern verbreitet. In Portugal ist die Art verwildert. Sie ist erdbewohnend bis halb wasserlebend.
Die Erstbeschreibung als Tillaea saginoides durch Carl Johann Maximowicz wurde 1880 veröffentlicht. Marie Bywater und Gerald Ernest Wickens stellten die Art 1984 in die Gattung Crassula. Es existieren zahlreiche Synonyme.

## Nachweise